# Salluca durani
Salluca durani är en fjärilsart som beskrevs av William Schaus 1939. Salluca durani ingår i släktet Salluca och familjen tandspinnare. Inga underarter finns listade.